# Eric Maxim Choupo-Moting
Jean-Eric Maxim Choupo-Moting (Hamburg, 23 maart 1989) is een Kameroens-Duits voetballer die doorgaans als aanvaller speelt. Hij verruilde Stoke City in augustus 2018 transfervrij voor Paris Saint-Germain. Choupo-Moting debuteerde in 2010 in het Kameroens voetbalelftal. In 2020 nam Bayern München hem transfervrij over van Paris Saint-Germain.

## Clubcarrière
Choupo-Moting speelde tot 2004 in de jeugd van St. Pauli, Teutonia Ottensen en Altonaer 93. Met de laatstgenoemde club speelde hij in de E-jeugd en werd hij Hamburgs bekerwinnaar. Vanaf 2004 stond Choupo-Moting op vijftienjarige leeftijd onder contract bij Hamburger SV, de club uit zijn geboortestad. Van 2004 tot 2007 speelde hij in jeugdelftallen van HSV, tot hij vanaf de winterstop van het seizoen 2006/07 opgenomen werd in het tweede elftal, Hamburger SV II. Met die club kwam hij in het eerste deel van 2007 uit in de semi-professionele Regionalliga Nord; zijn debuut in het elftal maakte Choupo-Moting op 10 februari in de uitwedstrijd tegen Wuppertaler SV (0–3 winst). Hij verving na 71 minuten speeltijd Rouwen Hennings, die in de achtste minuut de score had geopend. Op 27 maart won hij met zijn club van het tweede elftal van Bayer Leverkusen (4–1), waardoor HSV II steeg naar de eerste plaats in de Regionalliga. Aan het einde van de competitie zakte het elftal weg naar de zevende positie. In het seizoen 2006/07 stond hij eenmaal in de basis.

### Hamburger SV
Op achttienjarige leeftijd werd Choupo-Moting door toenmalig hoofdtrainer Huub Stevens bij het eerste elftal van Hamburger SV gehaald. Zijn debuut in de Duitse Bundesliga maakte hij op 11 augustus 2007 in de eerste speelronde van het seizoen tegen Hannover 96 (0–1 winst). In de 69ste minuut viel hij in voor de Egyptenaar Mohamed Zidan. Op het veld kwam hij in de spitspositie te staan, voor Ivica Olić, Rafael van der Vaart en Piotr Trochowski. In september 2007 botsten Stevens en de Duitse voetbalbond in een discussie rondom Choupo-Moting: Stevens wilde hem gebruiken in de competitie, terwijl de voetbalbond meende dat de speler zich moest melden bij het Duits voetbalelftal onder 19 voor een EK-kwalificatiewedstrijd tegen Rusland, ook al was Duitsland reeds gekwalificeerd. Stevens vond gezien de reeds succesvolle kwalificatie het onnodig Choupo-Moting te moeten missen, maar kon niet op begrip rekenen vanuit het bestuur. Uiteindelijk miste hij hem inderdaad bij twee competitieduels, die beide niet verloren werden. Op 4 oktober maakte Choupo-Moting zijn Europees debuut in de eerste ronde van de UEFA Cup tegen Liteks Lovetsj uit Bulgarije. Verder speelde hij tot maart 2008 geregeld wedstrijden (twaalfmaal) in de competitie en was hij ook actief in het bekertoernooi (de verloren achtste finale zag hij toe vanaf de reservebank); daarna kwam hij echter nauwelijks meer in de plannen voor van de staf van het A-elftal en zat hij op de reservebank of in de selectie van het tweede elftal.
Choupo-Moting kwam niet in actie gedurende het seizoen 2008/09 door een beschadigde meniscus. In de diverse competities – nationale competitie, Europees voetbal, DFB-Pokal – kwamen twee collega-centrumspitsen het meest in actie: de Kroaat Ivica Olić speelde vijftig wedstrijden en maakte vijfentwintig doelpunten, Paolo Guerrero uit Peru was veertienmaal trefzeker in 48 wedstrijden. Choupo-Moting werd, nadat hij was hersteld van zijn slepende blessure, in augustus voor één seizoen verhuurd aan 1. FC Nürnberg. De hoofdtrainer van die club, Michael Oenning, zei Choupo-Moting langere tijd gevolgd te hebben en hem als geschikt te zien voor de taak van Nürnberg om degradatie te voorkomen. Zijn debuut in het elftal van FC Nürnberg maakte Choupo-Moting op 12 september 2009 in de thuiswedstrijd tegen Borussia Mönchengladbach (1–0 winst). Een week later maakte hij in de met 2–1 verloren wedstrijd tegen Bayern München de gelijkmaker, twintig minuten na het openingsdoelpunt van zijn voormalige ploeggenoot Olić. Bij 1. FC Nürnberg was Choupo-Moting in de jaargang 2009/10 een vaste waarde in de selectie en speelde mee in vrijwel alle competitieduels. Van de laatste zeven wedstrijden werden er vijf verloren; noodgedwongen kwam de club terecht in de play-offs om promotie en degradatie. In de tweede wedstrijd van de play-off tegen FC Augsburg was Choupo-Moting bepalend met een doelpunt en een assist (0–2 winst). Mede daardoor behield Nürnberg zijn plaats in de Bundesliga.  Na het seizoen 2009/10 – Choupo-Moting speelde bij Nürnberg uiteindelijk vijfentwintig competitiewedstrijden en maakte vijf doelpunten – keerde hij terug bij Hamburger SV. In Hamburg moest hij in vergelijking met het voorgaande seizoen genoegen nemen met aanzienlijk minder speeltijd en wederom werd hij geregeld bij het tweede elftal geplaatst. HSV had schijnbaar geen plannen voor Choupo-Moting en ging in op de interesse van een andere club uit de Bundesliga, 1. FC Köln. Ook West Bromwich Albion had interesse getoond, maar de onderhandelingen met de Engelse club werden nooit concreet. De onderhandelingen met FC Köln duurden lang, maar de transfer kwam wel rond. Althans, dat dachten de clubs: Hamburger SV stuurde de fax met gegevens over de transfer een kwartier voor de deadline van de transferperiode naar de Duitse voetbalbond, maar die vond de fax onleesbaar; een tweede poging kwam drie minuten te laat binnen. De voetbalbond ging niet in op de protesten van Köln, toen die hun ongenoegen kenbaar maakten over het niet doorgaan van de transfer door deze technologische blunder. Choupo-Moting bleef in Hamburg. De rest van het seizoen 2010/11 speelde Choupo-Moting zeven wedstrijden in het tweede elftal; zijn contract, die liep tot juni 2011, werd niet verlengd.

### Mainz 05
In mei 2011 tekende Choupo-Moting transfervrij een contract tot juni 2014 bij Mainz 05. Hij maakte zijn debuut in de competitie op 7 augustus in het thuisduel tegen Bayer Leverkusen (2–0 winst). Na zeventig minuten speeltijd was hij de vervanger van de Hongaar Zoltán Stieber. Een week later maakte hij in de met 1–2 gewonnen wedstrijd tegen SC Freiburg het tweede doelpunt van Mainz 05. In de daaropvolgende 32 wedstrijden zou hij er nog negen bij maken. Zijn enige Europese wedstrijd voor Mainz 05 speelde Choupo-Moting al op 28 juli 2011 – tevens zijn clubdebuut, nog voor de competitiestart – in de voorrondes van de UEFA Europa League. Gepositioneerd als schaduwspits deed hij een halfuur mee tegen het Roemeense CS Gaz Metan Mediaș (1–1 gelijkspel). De verloren terugwedstrijd (5–4 na strafschoppen) maakte hij niet mee. Het seizoen 2012/13 ging grotendeels aan Choupo-Moting voorbij, wederom door een blessure aan zijn meniscus. De daaropvolgende jaargang was hij weer fit en keerde hij terug op 11 augustus in een bekerduel tegen SC Fortuna Köln (1–2 winst), waarin hij drie minuten voor tijd op aangeven van Nicolai Müller het winnende doelpunt maakte. In de Bundesliga speelde hij in zijn laatste seizoen bij 1. FSV Mainz 05 vrijwel alles.

### Schalke 04
Mainz 05 en Schalke 04 kwamen tot een overeenkomst in juli 2014. Eric Choupo-Moting tekende bij de club uit Gelsenkirchen een contract tot medio 2017 en zou de concurrentie aangaan met Klaas-Jan Huntelaar in de spitspositie. De technisch directeur van Schalke, Horst Heldt, betitelde de transfer als een transfervrije overstap en meldde dat het een contract voor drie jaar betrof. Choupo-Moting werd rugnummer 13 toegewezen. Bij Schalke 04 was hij vanaf het begin van het seizoen 2014/15 een basisspeler. In de Bundesliga beleefde hij op 6 december 2014 zijn vooralsnog succesvolste wedstrijd: in het duel tegen VfB Stuttgart (0–4) maakte Choupo-Moting een hattrick en gaf hij voor het vierde doelpunt een assist. Al na 53 seconden schoot hij een vrije trap van Tranquillo Barnetta binnen, gevolgd door doelpunten in de 21ste en 61ste minuut. Op 17 september maakte Choupo-Moting zijn UEFA Champions League-debuut in de groepswedstrijd tegen Chelsea (1–1). Hij speelde mee in alle acht Europese duels van Schalke (eenmaal trefzeker), waaronder de verloren achtste finale tegen Real Madrid.

## Clubstatistieken
| Seizoen     | Club             | Competitie     | Competitie | Competitie | Competitie | Beker | Beker | Beker | Internationaal | Internationaal | Internationaal | Totaal | Totaal | Totaal |
| Seizoen     | Club             | Competitie     | Wed.       | Dlp.       | Ass.       | Wed.  | Dlp.  | Ass.  | Wed.           | Dlp.           | Ass.           | Wed.   | Dlp.   | Ass.   |
| ----------- | ---------------- | -------------- | ---------- | ---------- | ---------- | ----- | ----- | ----- | -------------- | -------------- | -------------- | ------ | ------ | ------ |
| 2007/08     | HSV              | Bundesliga     | 13         | 0          | 0          | 3     | 1     | 1     | 7              | 2              | 1              | 23     | 3      | 2      |
| 2008/09     | HSV              | Bundesliga     | 0          | 0          | 0          | 0     | 0     | 0     | 0              | 0              | 0              | 0      | 0      | 0      |
| 2009/10     | HSV              | Bundesliga     | 0          | 0          | 0          | 1     | 0     | 0     | 1              | 0              | 0              | 2      | 0      | 0      |
| 2009/10     | → 1. FC Nürnberg | Bundesliga     | 27         | 6          | 0          | 1     | 0     | 0     | —              | —              | —              | 28     | 6      | 0      |
| 2010/11     | HSV              | Bundesliga     | 10         | 2          | 0          | 2     | 0     | 0     | —              | —              | —              | 12     | 2      | 0      |
| 2011/12     | Mainz 05         | Bundesliga     | 34         | 10         | 4          | 3     | 0     | 0     | 1              | 0              | 0              | 38     | 10     | 4      |
| 2012/13     | Mainz 05         | Bundesliga     | 8          | 0          | 0          | 1     | 1     | 1     | —              | —              | —              | 9      | 1      | 1      |
| 2013/14     | Mainz 05         | Bundesliga     | 32         | 10         | 3          | 2     | 1     | 0     | —              | —              | —              | 34     | 11     | 3      |
| 2014/15     | Schalke 04       | Bundesliga     | 31         | 9          | 7          | 1     | 0     | 0     | 8              | 1              | 0              | 40     | 10     | 7      |
| 2015/16     | Schalke 04       | Bundesliga     | 28         | 6          | 2          | 2     | 0     | 1     | 6              | 3              | 0              | 36     | 9      | 3      |
| 2016/17     | Schalke 04       | Bundesliga     | 23         | 3          | 5          | 2     | 0     | 0     | 5              | 0              | 2              | 30     | 3      | 7      |
| 2017/18     | Stoke City       | Premier League | 30         | 5          | 5          | 2     | 0     | 0     | —              | —              | —              | 32     | 5      | 5      |
| 2018/19     | PSG              | Ligue 1        | 22         | 3          | 0          | 5     | 0     | 2     | 4              | 0              | 0              | 31     | 3      | 2      |
| 2019/20     | PSG              | Ligue 1        | 9          | 3          | 1          | 5     | 2     | 0     | 6              | 1              | 0              | 20     | 6      | 1      |
| 2020/21     | Bayern München   | Bundesliga     | 22         | 3          | 0          | 1     | 2     | 1     | 9              | 4              | 0              | 32     | 9      | 1      |
| 2021/22     | Bayern München   | Bundesliga     | 20         | 4          | 2          | 2     | 4     | 3     | 4              | 1              | 0              | 26     | 9      | 5      |
| 2022/23     | Bayern München   | Bundesliga     | 7          | 3          | 2          | 2     | 2     | 1     | 4              | 3              | 0              | 13     | 8      | 3      |
| Club Totaal | Club Totaal      | Club Totaal    | 49         | 10         | 4          | 5     | 8     | 5     | 17             | 8              | 0              | 71     | 26     | 9      |
| TOTAAL      | TOTAAL           | TOTAAL         | 316        | 67         | 31         | 35    | 13    | 10    | 55             | 15             | 3              | 406    | 95     | 44     |

Bijgewerkt op 30 oktober 2020 

## Interlandcarrière
Choupo-Moting is in het bezit van zowel een Kameroens als een Duits paspoort. Hij vertegenwoordigde Duitsland op de jeugdniveaus onder 18 tot en met 21 en speelde onder meer wedstrijden in het kwalificatietoernooi voor het Europees kampioenschap voetbal onder 21 in 2011. In mei 2010 vroeg de Kameroense voetbalbond wereldvoetbalbond FIFA toestemming voor het opnemen van Choupo-Moting in de selectie voor het wereldkampioenschap voetbal 2010 in Zuid-Afrika. Hij had weliswaar Duitsland vertegenwoordigd in het elftal onder 21, maar had geen A-interlands gespeeld. Choupo-Moting kreeg toestemming en maakte zijn debuut in het Kameroens voetbalelftal in een vriendschappelijke interland tegen een andere WK-ganger, Portugal. In de met 3–1 verloren wedstrijd begon hij in de basis; na 62 minuten speeltijd verving Mohamadou Idrissou hem. In de laatste oefeninterland voor het WK tegen Servië (4–3 verlies) maakte Choupo-Moting zijn eerste interlanddoelpunt.

### Deelname aan interlandtoernooien
Eric Maxim Choupo-Moting nam in zijn interlandcarrière reeds deel aan drie interlandtoernooien. Zijn derde interland speelde hij op het wereldkampioenschap voetbal 2010 in de groepsfase tegen Japan (1–0 verlies). De tweede groepswedstrijd tegen Denemarken miste Choupo-Moting, maar in de laatste en wederom verloren wedstrijd, tegen latere finalist Nederland, stond hij weer op het veld. Puntloos ging Kameroen terug naar huis. In aanloop naar het volgende WK speelde Choupo-Moting mee in vijf kwalificatieduels, waaronder de wedstrijd in en tegen Congo-Kinshasa, waarin hij het enige doelpunt maakte. Op 2 juni 2014 maakte bondscoach Volker Finke bekend Choupo-Moting op te nemen in de Kameroense selectie voor het wereldkampioenschap voetbal 2014 in Brazilië. Ook zijn ploeggenoten bij Mainz 05 Shinji Okazaki (Japan), Júnior Díaz (Costa Rica), Koo Ja-cheol (Zuid-Korea) en Park Joo-ho (eveneens Zuid-Korea) waren actief op het eindtoernooi. Choupo-Moting kwam in alle drie groepsduels in actie, door Finke opgesteld als linksbuiten. Opnieuw eindigde Kameroen zonder punt in de groepsfase. Hij kwam ook in januari 2015 in actie op het Afrikaans kampioenschap, waar Kameroen achtereenvolgens Mali (1–1 gelijkspel), Guinee (1–1 gelijkspel) en Ivoorkust (0–1 verlies) trof.
| Interlands van Eric Maxim Choupo-Moting voor Kameroen | Interlands van Eric Maxim Choupo-Moting voor Kameroen | Interlands van Eric Maxim Choupo-Moting voor Kameroen | Interlands van Eric Maxim Choupo-Moting voor Kameroen | Interlands van Eric Maxim Choupo-Moting voor Kameroen | Interlands van Eric Maxim Choupo-Moting voor Kameroen | Interlands van Eric Maxim Choupo-Moting voor Kameroen |
| №                                                     | Datum                                                 | Wedstrijd                                             | Uitslag                                               | Soort wedstrijd                                       | Doelpunten                                            | Assists                                               |
| Als speler bij Hamburger SV                           | Als speler bij Hamburger SV                           | Als speler bij Hamburger SV                           | Als speler bij Hamburger SV                           | Als speler bij Hamburger SV                           | Als speler bij Hamburger SV                           | Als speler bij Hamburger SV                           |
| ----------------------------------------------------- | ----------------------------------------------------- | ----------------------------------------------------- | ----------------------------------------------------- | ----------------------------------------------------- | ----------------------------------------------------- | ----------------------------------------------------- |
| 1.                                                    | 1 juni 2010                                           | Portugal – Kameroen                                   | 3 – 1                                                 | Vriendschappelijk                                     | 0                                                     | 0                                                     |
| 2.                                                    | 5 juni 2010                                           | Servië – Kameroen                                     | 4 – 3                                                 | Vriendschappelijk                                     | 1                                                     | 0                                                     |
| 3.                                                    | 14 juni 2010                                          | Japan – Kameroen                                      | 1 – 0                                                 | WK 2010                                               | 0                                                     | 0                                                     |
| 4.                                                    | 24 juni 2010                                          | Kameroen – Nederland                                  | 1 – 2                                                 | WK 2010                                               | 0                                                     | 0                                                     |
| 5.                                                    | 11 augustus 2010                                      | Polen – Kameroen                                      | 0 – 3                                                 | Vriendschappelijk                                     | 0                                                     | 0                                                     |
| 6.                                                    | 4 september 2010                                      | Mauritius – Kameroen                                  | 1 – 3                                                 | Kwalificatie AK 2012                                  | 1                                                     | 0                                                     |
| 7.                                                    | 9 februari 2011                                       | Macedonië – Kameroen                                  | 0 – 1                                                 | Vriendschappelijk                                     | 0                                                     | 1                                                     |
| 8.                                                    | 26 maart 2011                                         | Senegal – Kameroen                                    | 1 – 0                                                 | Kwalificatie AK 2012                                  | 0                                                     | 0                                                     |
| 9.                                                    | 4 juni 2011                                           | Kameroen – Senegal                                    | 0 – 0                                                 | Kwalificatie AK 2012                                  | 0                                                     | 0                                                     |
| 10.                                                   | 7 juni 2011                                           | Rusland – Kameroen                                    | 0 – 0                                                 | Vriendschappelijk                                     | 0                                                     | 0                                                     |
| Als speler bij 1. FSV Mainz 05                        |                                                       |                                                       |                                                       |                                                       |                                                       |                                                       |
| 11.                                                   | 3 september 2011                                      | Kameroen – Mauritius                                  | 5 – 0                                                 | Kwalificatie AK 2012                                  | 1                                                     | 0                                                     |
| 12.                                                   | 7 oktober 2011                                        | Congo-Kinshasa – Kameroen                             | 2 – 3                                                 | Kwalificatie AK 2012                                  | 1                                                     | 0                                                     |
| 13.                                                   | 11 november 2011                                      | Kameroen – Soedan                                     | 3 – 1                                                 | Vriendschappelijk                                     | 0                                                     | 0                                                     |
| 14.                                                   | 29 februari 2012                                      | Guinee-Bissau – Kameroen                              | 0 – 1                                                 | Kwalificatie AK 2013                                  | 1                                                     | 0                                                     |
| 15.                                                   | 26 mei 2012                                           | Guinee – Kameroen                                     | 1 – 2                                                 | Vriendschappelijk                                     | 2                                                     | 0                                                     |
| 16.                                                   | 2 juni 2012                                           | Kameroen – Congo-Kinshasa                             | 1 – 0                                                 | Kwalificatie WK 2014                                  | 1                                                     | 0                                                     |
| 17.                                                   | 10 juni 2012                                          | Libië – Kameroen                                      | 2 – 1                                                 | Kwalificatie WK 2014                                  | 1                                                     | 0                                                     |
| 18.                                                   | 16 juni 2012                                          | Kameroen – Guinee-Bissau                              | 1 – 0                                                 | Kwalificatie AK 2013                                  | 0                                                     | 0                                                     |
| 19.                                                   | 8 september 2012                                      | Kaapverdië – Kameroen                                 | 2 – 0                                                 | Kwalificatie AK 2013                                  | 0                                                     | 0                                                     |
| 20.                                                   | 8 september 2013                                      | Kameroen – Libië                                      | 1 – 0                                                 | Kwalificatie WK 2014                                  | 0                                                     | 0                                                     |
| 21.                                                   | 13 oktober 2013                                       | Tunesië – Kameroen                                    | 0 – 0                                                 | Kwalificatie WK 2014                                  | 0                                                     | 0                                                     |
| 22.                                                   | 17 november 2013                                      | Kameroen – Tunesië                                    | 4 – 1                                                 | Kwalificatie WK 2014                                  | 0                                                     | 1                                                     |
| 23.                                                   | 5 maart 2014                                          | Portugal – Kameroen                                   | 5 – 1                                                 | Vriendschappelijk                                     | 0                                                     | 0                                                     |
| 24.                                                   | 26 mei 2014                                           | Macedonië – Kameroen                                  | 0 – 2                                                 | Vriendschappelijk                                     | 1                                                     | 0                                                     |
| 25.                                                   | 29 mei 2014                                           | Kameroen – Paraguay                                   | 1 – 2                                                 | Vriendschappelijk                                     | 1                                                     | 0                                                     |
| 26.                                                   | 1 juni 2014                                           | Duitsland – Kameroen                                  | 2 – 2                                                 | Vriendschappelijk                                     | 1                                                     | 0                                                     |
| 27.                                                   | 13 juni 2014                                          | Mexico – Kameroen                                     | 1 – 0                                                 | WK 2014                                               | 0                                                     | 0                                                     |
| 28.                                                   | 18 juni 2014                                          | Kameroen – Kroatië                                    | 0 – 4                                                 | WK 2014                                               | 0                                                     | 0                                                     |
| 29.                                                   | 23 juni 2014                                          | Kameroen – Brazilië                                   | 1 – 4                                                 | WK 2014                                               | 0                                                     | 0                                                     |
| Als speler bij FC Schalke 04                          |                                                       |                                                       |                                                       |                                                       |                                                       |                                                       |
| 30.                                                   | 6 september 2014                                      | Congo-Kinshasa – Kameroen                             | 0 – 2                                                 | Kwalificatie AK 2015                                  | 0                                                     | 0                                                     |
| 31.                                                   | 10 september 2014                                     | Kameroen – Ivoorkust                                  | 4 – 1                                                 | Kwalificatie AK 2015                                  | 0                                                     | 1                                                     |
| 32.                                                   | 11 oktober 2014                                       | Sierra Leone – Kameroen                               | 0 – 0                                                 | Kwalificatie AK 2015                                  | 0                                                     | 0                                                     |
| 33.                                                   | 15 oktober 2014                                       | Kameroen – Sierra Leone                               | 2 – 0                                                 | Kwalificatie AK 2015                                  | 0                                                     | 0                                                     |
| 34.                                                   | 15 november 2014                                      | Kameroen – Congo-Kinshasa                             | 1 – 0                                                 | Kwalificatie AK 2015                                  | 0                                                     | 0                                                     |
| 35.                                                   | 7 januari 2015                                        | Kameroen – Congo-Kinshasa                             | 1 – 1                                                 | Vriendschappelijk                                     | 0                                                     | 0                                                     |
| 36.                                                   | 20 januari 2015                                       | Mali – Kameroen                                       | 1 – 1                                                 | Afrikaans kampioenschap                               | 0                                                     | 0                                                     |
| 37.                                                   | 24 januari 2015                                       | Kameroen – Guinee                                     | 1 – 1                                                 | Afrikaans kampioenschap                               | 0                                                     | 0                                                     |
| 38.                                                   | 28 januari 2015                                       | Kameroen – Ivoorkust                                  | 0 – 1                                                 | Afrikaans kampioenschap                               | 0                                                     | 0                                                     |
| 39.                                                   | 6 september 2015                                      | Gambia – Kameroen                                     | 0 – 1                                                 | Kwalificatie AK 2017                                  | 0                                                     | 0                                                     |
| 40.                                                   | 13 november 2015                                      | Niger – Kameroen                                      | 0 – 3                                                 | Kwalificatie WK 2018                                  | 0                                                     | 0                                                     |
| 41.                                                   | 17 november 2015                                      | Kameroen – Niger                                      | 0 – 0                                                 | Kwalificatie WK 2018                                  | 0                                                     | 0                                                     |

## Erelijst
| Competitie          |                     |                     |                     |                     |
| Competitie          | Aantal              | Jaren               |                     |                     |
| Paris Saint-Germain | Paris Saint-Germain | Paris Saint-Germain | Paris Saint-Germain | Paris Saint-Germain |
| ------------------- | ------------------- | ------------------- | ------------------- | ------------------- |
| Ligue 1             | 2x                  | 2018/19, 2019/20    |                     |                     |
| Coupe de France     | 1x                  | 2019/20             |                     |                     |
| Coupe de la Ligue   | 1x                  | 2019/20             |                     |                     |
| Bayern München      |                     |                     |                     |                     |
| FIFA Club World Cup | 1x                  | 2020                |                     |                     |
| Bundesliga          | 1x                  | 2020/21             |                     |                     |
| DFL-Supercup        | 1x                  | 2021                |                     |                     |